# Diplacodes lefebvrii
Diplacodes lefebvrii е вид водно конче от семейство Libellulidae. Видът не е застрашен от изчезване.

## Разпространение
Разпространен е в Алжир, Ангола (Кабинда), Афганистан, Бенин, Ботсвана, Буркина Фасо, Габон, Гамбия, Гана, Гвинея, Гвинея-Бисау, Гърция (Егейски острови), Демократична република Конго, Египет (Синайски полуостров), Екваториална Гвинея, Етиопия, Замбия, Зимбабве, Йемен (Северен Йемен, Сокотра и Южен Йемен), Израел, Индия (Мадхя Прадеш, Махаращра, Утаракханд и Чандигарх), Йордания, Ирак, Иран, Испания, Камерун, Катар, Кения, Кипър, Коморски острови, Кот д'Ивоар, Лесото, Либерия, Либия, Ливан, Мавритания, Мавриций, Мадагаскар, Майот, Малави, Мали, Мароко, Мозамбик, Намибия (Ивица Каприви), Нигер, Нигерия, Обединени арабски емирства, Оман, Пакистан, Палестина, Португалия, Реюнион, Руанда, Сао Томе и Принсипи (Сао Томе), Саудитска Арабия, Свазиленд, Сейшели (Алдабра), Сенегал, Сиера Леоне, Сирия, Сомалия, Судан, Таджикистан, Танзания, Того, Тунис, Туркменистан, Турция, Уганда, Чад, Южен Судан и Южна Африка (Гаутенг, Западен Кейп, Квазулу-Натал, Лимпопо, Мпумаланга, Северен Кейп, Северозападна провинция и Фрайстат).

## Описание
Популацията на вида е стабилна.